# マリー・ジラン
マリー・ジラン（Marie Gillain、1975年6月18日 - ）は、ベルギー・リエージュ出身の女優。

## 略歴
幼い頃からクラッシック・バレエなど、ダンスの練習をはじめ、13歳の時、ヴィヴィエ劇団に入団し海外公演を経験。14歳の時に『愛人/ラマン』のオーディションを受け、その映画の役は得られなかったもののキャスティング・ディレクターの目に留まり、1991年、ジェラール・ドパルデュー主演の『さよならモンペール』でデビュー。一躍、脚光を集めた。1995年のベルトラン・タヴェルニエ監督による『ひとりぼっちの狩人たち』も高い評価を得て、ロミー・シュナイダー賞に輝いた。その後も映画ばかりでなく舞台でも活躍している。

## 主な出演作品
- さよならモンペール Mon père ce héros (1991)
- 裸足のマリー Marie (1994)
- ひとりぼっちの狩人たち L'Appât (1995)
- ある貴婦人の恋 Le Affinita Elettive (1996)
- 愛と復讐の騎士 Le Bossu (1997)
- 星降る夜のリストランテ La Cena (1998)
- ラスト・ハーレム Harem suaré (1999)
- バルニーのちょっとした心配事 Barnie et ses petites contrariétés (2000)
- レセ・パセ 自由への通行許可証 Laissez-passer (2002)
- スナッチアウェイ Ni pour, ni contre (bien au contraire) (2003)
- ホーンテッド La voix de Laura (2005) TVムービー
- 美しき運命の傷痕 L'enfer (2005)
- サイン・オブ・デス Pars vite et reviens tard (2007)
- レディ・エージェント 第三帝国を滅ぼした女たち Les Femmes De L'ombre (2008)
- ココ・アヴァン・シャネル Coco avant Chanel (2009)